# Monetazione della guerra sociale
Le monete della guerra sociale furono le emissioni coniate dagli alleati italici (Sanniti, Marsi, Piceni, Peligni, Vestini, Frentani, Lucani e Marrucini) durante il loro estremo conflitto per l'indipendenza da Roma, la cosiddetta Guerra sociale (90-88 a.C.).
Ispirate al denario della monetazione romana, la loro circolazione (e forse anche la loro emissione) continuò anche dopo il termine del conflitto, in parallelo e in maniera promiscua con quella del loro modello repubblicano. Nella trattazione numismatica, queste emissioni, come tutte le coniazioni italiote e italiche, sono tradizionalmente ascritte alla monetazione greca.
La monetazione emessa dai popoli italici durante la guerra contro Roma fornisce la prima evidenza epigrafica dell'utilizzo del nome Italia.

## Emissioni
Le coniazioni riguardano sicuramente gli anni cruciali della rivolta contro Roma (90-89 a.C.), ma non è escluso che esse possano essersi protratte successivamente, anche se di questo non esiste prova certa. Di sicuro esse circolarono in parallelo e in maniera promiscua con i denarii repubblicani, come dimostrato dalla contemporanea presenza in rinvenimenti di ripostigli o tesori. Alcuni esemplari isolati, inoltre, provengono da contesti stratigrafici di molto successivi all'insurrezione contro Roma.

### Tipologia
Questa monetazione era composta principalmente da conii argentei, che riprendevano il peso e la fattura del denario della coeva coniazione romana. Si ritiene che le emissioni della guerra sociale provenissero dalle zecche di Corfinium e Aesernia.

#### Il mistero dell'unico esemplare aureo
Nella collezione parigina vi è anche un isolato statere aureo di piede attico, dal peso di 8,47 g, che rappresenta un caso unico (una sua immagine è visibile in questa pagina. Un suo disegno è visibile qui). Questo esemplare, «meravigliosamente conservato», reca al dritto una testa di giovane Dioniso e al rovescio il tirso e la cista mistica, con una legenda osca mi.ieíis.mi, Minatius Jegius, Minatii (?), personaggio non conosciuto da altre fonti.
L'adozione del piede attico, decisamente inferiore alle emissioni auree introdotte nel sistema romano circa un decennio prima da Silla, risponderebbe alla necessità di aderire a uno standard diffuso, universalmente conosciuto e accettato da chiunque fosse in rapporti economici con i Greci, anche se, al proposito, un diverso avviso è espresso da Alberto Campana, che definisce una tale scelta come "un'evidente assurdità".
L'autenticità di questo esemplare, infatti, non è esente da sospetti. La genuinità del pezzo unico era sostenuta da Julius Friedländer mentre argomentazioni sfavorevoli provengono da Secondina Lorenza Cesano e da Alberto Campana, i cui argomenti, peraltro, ricalca fedelmente quelli della Cesano.
La prima apparizione di questo pezzo risale al 1827, sebbene Julius Friedländer riporti, invece, la data 1930: 
- Dritto: testa di giovane Dioniso a destra, cinta da una corona o ghirlanda di edera.
- Rovescio: Cista mistica dei culti dionisiaci, adornata da tre ghirlande e sormontata da una pelle di leone (o pantera); tirso con nastri; in esergo, vi è la legenda osca retrograda mi.ieíis.mi, un certo Minatius Jegius, Minatii f. (?), sconosciuto altrimenti alle fonti storiche.

### Iconografia ed epigrafia monetaria
I temi iconografici erano in parte presi a prestito dalla monetazione romana e in parte di libera scelta. In ogni caso, anche gli imprestiti si caricavano di nuovi significati: così, ad esempio, la testa presente sul recto era di solito una personificazione dell'Italia raffigurata come una dea con elmo o laureata, che sostituiva la testa di Roma.

#### Legende monetarie: la prima attestazione del nomeItalia
La personificazione dell'Italia come dea è accompagnata a una legenda che riproduce il suo nome, ITALIA, in alfabeto latino o l'equivalente VITELIU (Víteliú=Italia) in alfabeto osco. Si tratta della prima testimonianza epigrafica dell'uso del nome Italia. Un esemplare in argento è conservato presso il Museo Civico Archeologico "Antonio De Nino" di Corfinio in provincia di L'Aquila.
Le iscrizioni, alcune delle quali in lingua osca, altre in latino, registrano spesso nomi noti dei capi della rivolta sociale: Quinto Poppedio Silone, Gaio Papio Mutilo, con il titolo di Im-perator in lingua osca, accanto ad altri sconosciuti come Numerio Lucio (?), e altri nomi ancora.